# Exomalopsis tibialis
Exomalopsis tibialis är en biart som beskrevs av Timberlake 1980. Exomalopsis tibialis ingår i släktet Exomalopsis och familjen långtungebin. Inga underarter finns listade i Catalogue of Life.